# أبو اليسر صغير
أبو اليسر صغير (الاسم العلمي:   Glareola  lactea) (بالإنجليزية: Small  Pratincole)‏ هو طائر ينتمي إلى (فصيلة: Glareolidae).